# تشارلز شيفيلد
تشارلز شيفيلد (بالإنجليزية: Charles Sheffield)‏ (و. 1935 – 2002 م) هو رياضياتي، وفيزيائي، وروائي، وكاتب، وكاتب خيال علمي من الولايات المتحدة الأمريكية . ولد في كينغستون أبون هول.
توفي في روكفيل، ماريلاند ، عن عمر يناهز 67 عاماً.

## التعليم
تعلم في كلية سانت جونز

## جوائز
حصل على جوائز منها:
- Nebula Award.